# Qodir Zokirov
Qodir Zokirovich Zokirov (uzb. cyr.: Қодир Зокир ўғли Зокиров; ros.: Кадыр Закирович Закиров, Kadyr Zakirowicz Zakirow; ur. 25 lipca 1906 w Jalolobodzie k. Andiżanu, zm. 9 sierpnia 1992 w Taszkencie) – uzbecki i radziecki botanik.
Pochodził z rodziny rzemieślników mieszkających w wiosce w Kotlinie Fergańskiej. W 1933 roku ukończył studia na uczelni pedagogicznej w Samarkandzie. Pracował na uniwersytecie w Samarkandzie (1937-1941), Środkowoazjatyckim Uniwersytecie Państwowym (1941-1943) i w Instytucie Pedagogicznym w Taszkencie, gdzie kierował katedrą botaniki. W latach 1956-1957 był rektorem uniwersytetu w Samarkandzie. 
Zajmował się systematyką roślin, zaproponował własną klasyfikację stref roślinności Azji Środkowej. Był autorem licznych podręczników i programów nauczania botaniki.